# Gwenaëlle Butel

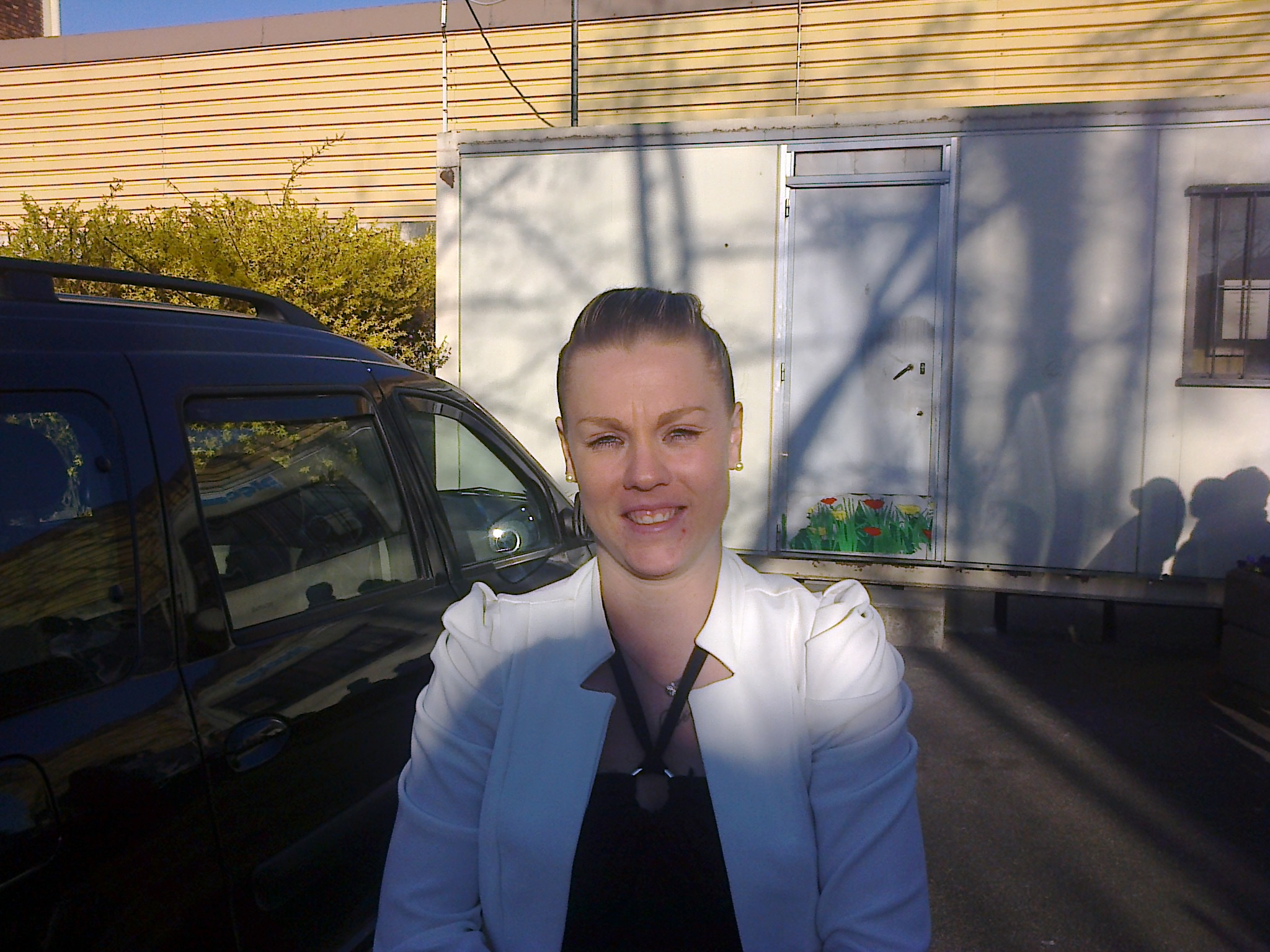
Gwenaëlle Butel i mars 2014

Gwenaëlle Butel född 9 januari 1989 i Paris, Frankrike, är en fransk fotbollsspelare. Hon representerar klubben FCF Juvisy. Hon är äldre syster till Anaïg Butel.